# Diversidad sexual en Argelia
Las personas del colectivo LGBT en Argelia se enfrentan a ciertos desafíos legales y sociales no experimentados por otros residentes. La criminalización de las relaciones sexuales consensuales entre personas del mismo sexo se mantuvo en las reformas del código penal en 1966, por otra parte, la diversidad sexual aun es un tema tabú en la sociedad argelina, la cual es mayormente conservadora, por lo tanto, aun persiste la violencia, la discriminación y la persecución de las personas LGBT en el país.

## Etapa precolonial

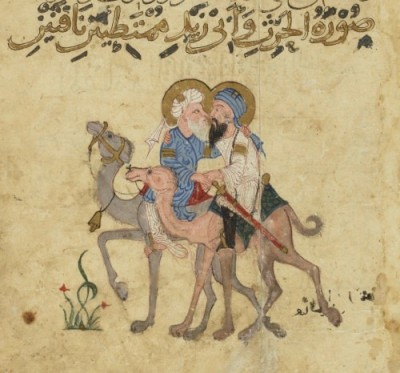
La literatura y el arte homoerótico, surgió con fuerza en la cultura islámica en una época en que la homosexualidad, introducida como un refinamiento cultural por los omeyas, desempeñaba en ella un papel ritualistico importante.

La región que hoy conocemos como Argelia, en su periodo precolonial se encontró bajo el control de potencias tales como el Imperio Romano (siglo II a. C.-siglo V d. C.), los almorávides (siglo XI-XII), los almohades (siglo XII-XIII) o el Imperio Otomano (1671 - 1815) hasta 1830, periodo en el que se inicia la conquista francés de Argelia. El control del territorio de las referidas potencias precoloniales, supuso una cierta libertad en cuanto a las prácticas “no heterosexuales” de la población de la región.
Uno de los elementos que pudiera corroborar este hecho son las dinámicas que se generaban entre las clases altas al-alandalusies y sus pupilos, dado que la interacción que entre ellos se daban y las prácticas sexuales que mantenían, marcaban importantes ritos de transición a la edad adulta. Ejemplo de ello es la literatura heredera de ese periodo, donde el tema del “amor por los muchachos” era recurrente en la lírica de la época, siendo en esta era central la amatoria hacia los jóvenes efebos. Habiendo de destacar la figura del copero, quien solía ser un joven prepuberto y sobre los que los autores volcaban la gran carga erótica de sus textos. Estas se solían contextualizar en las fiestas dirigidas hacia las clases nobles de la sociedad y a las que se les asociaban un gran consumo de vino y hachís, que aumentaba la desinhibición de los comensales.

Si nos remitimos a las prácticas entendibles actualmente como lésbicas en las sociedades arabo-musulmanas, apenas encontramos referencias entre la bibliografía consultada, vinculándose principalmente a las elites sociales o a las prácticas que pudiesen darse en los harenes.

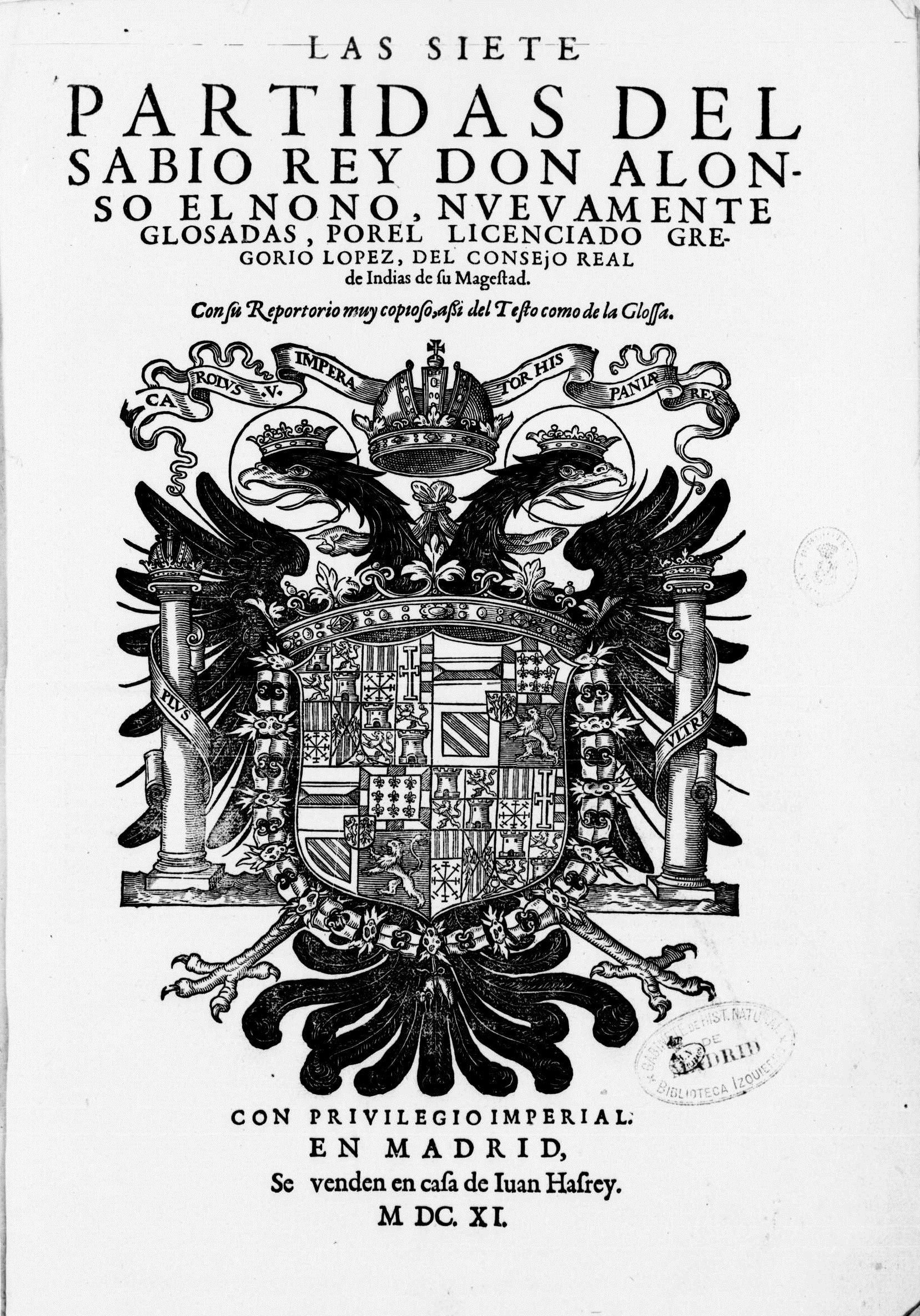
Para su Pragmatica contra la Sodomia los Reyes Católicos se inspiraron en el capítulo XXI de la "Setena Partida" de Alfonso X del titulada, "De los que facen pecado de luxuria contra natura", que definía sodomítico como el "pecado contra la naturaleza y la costumbre natural cometido por hombres entre sí".

Cabe destacar que, pese a que estas prácticas alejadas de la heteronorma se diesen en el contexto de la época, convivían con todas unas prácticas heterosexuales destinadas a la reproducción dentro del matrimonio y destacando que igualmente había todo un discurso religioso que penaba y sancionaba toda relación sexual alejada de la perpetuación de la familia heterosexual y en el caso concreto de las relaciones entre personas del mismo sexo, se basaban en el mito de la gente de Lot.

### Influencia del Imperio Español
Tras el inicio de la presencia la española tras el arribo de Mazalquivir en 1505 o la toma de Argel por Fernando el Católico en 1510, el discurso ya prexistente que penaba cualquier practicada alejada de la práctica reproductiva, empezó a intensificarse.
Y es que el 22 de julio de 1497, los Reyes Católicos, habían proclamado la primera Pragmática contra la sodomía, en esta se agravaba de forma relevante los discursos, las sentencias y las penas decretadas contra los sospechosos de sodomía. Esta pragmática había modificado las leyes contra las sodomías ya existentes, instituyendo una nueva pena, la muerte por fuego y la aplicación de la tortura sistemática para cualquier hombre acusado de ello.
Esta narrativa tuvo cierto impacto en las regiones gobernadas y limítrofes, dado que ciertos autores consideran que la persecución de las sexualidades no reproductiva por parte de las regiones arabo-musulmanas, pudo deberse en parte en la deriva que tomó el catolicismo en este periodo, donde dichas prácticas podrían haber tenido que ocultarse en aquellos regiones argelinas dominadas por el Imperio Español (Argel y Orán) o bien quienes las practicaban, podrían haber tenido que huir a aquellas otras regiones de Argelia gobernadas por el Imperio Otomano, quienes eran más permisivos con ellas, llegándola incluso a legalizar a mediados del siglo XIX.

## La colonización francesa
Con la llegada de la colonización francesa de Argelia en 1830, se sentaron las bases sobre la actual heternormatividad de la sociedad argelina. Y es que el discurso sobre la adecuación del sexo heterosexual (sano, natural y reproductivo), se encontraba en contraposición a toda aquella práctica que se alejase de él y que como se mencioba previamente, se encontraba de forma recurrente en ciertos sectores la sociedad argelina precolonial.
Y es que la colonización argelina no supuso solo un control económico y territorial. Ello se debe a que el espíritu colonial de la época pretendía hacer “avanzar” culturalmente a las regiones dominadas, lo que instaba igualmente censurar y perseguir las “prácticas primitivas y aberrantes” e instaurar las de la metrópoli. Dado que el concepto de lo que era la de heterosexualidad o la homosexualidad, carecía de significado alguno en el Magreb de la época, hasta la llegada del colonizador, donde dejar de sancionarsen unas prácticas determinadas (sodomía), para castigar la recién creada figura del “homosexual”, puesto que esta figura suponía una esencia concreta, errática y sancionable entre quienes las deaseasen o practicasen.
Este hecho frente al aumento paulatino de versiones más sancionadoras del islam con las minorías sexuales y las mujeres en la región, como pueda ser el wahabismo o el salafismo, podría haber generado un discurso contra la comunidad LGTB de la que Argelia es heredera hoy en día.   

## Argelia independiente

### Sociedad civil
Según un estudio del canal BBC News Arabic llevado a cabo por el Barómetro Árabe durante finales de 2018 y mediados del 2019, Argelia sería el país en la región de Medio Oriente y África del Norte (MENA) en tener una mayor tolerancia en relación la homosexualidad, con un reducido 26% de argelinos a favor de la homosexualidad. No obstante, cabe destacar que pese a ello el 27% de ellos votó a favor de apoyar o entender los asesinatos por honor.
Y es que los crímenes de honor, aunque no se encuentra amparados por la legalidad, pasan fácilmente desapercibidos y más si sus víctimas son miembros del colectivo LGTBIQ+. Este tipo de crímenes se suele dar de forma frecuente para lavar la honra de la familia y el crimen suele permanecer impune, dado que la gran invisibilización en la que sobreviven las víctimas, permite que este tipo de violencias suelan quedar enmascaradas.
Las asociaciones que colaboran con el colectivo también comentan que los frecuentes discursos de incitación al odio contra personas LGTBIQ+, utilizan de forma frecuente la fundamentación religiosa o un argumentario que sitúa lo “homosexual” como un elemento colonial introducido por los europeos, desligado por completo de la cultura o tradición argelina. La circulación de videos e imágenes de personas relacionadas con el colectivo como diana para sus agresiones son comunes, al igual que el discurso médico nacional, que sigue categorizando las disidencias sexogenéricas como algo patológico a curar. A esto hay que sumarle un vago posicionamiento a favor de los derechos de las personas LGTBIQ+ de las asociaciones a favor de derechos humanos legalizadas en el país, cuestionando la poca prioridad que tiene el tema en su lucha o ante el miedo de que su asociación pueda quedar ilegalizada, hacen que sea un caldo de cultivo para las agresiones que sufren.
La realidad de las personas trans es completamente invisibilizada dentro del contexto argelino, dado que ni siquiera hay una identidad propia para las personas trans, a las cuales se les suele enmarcan dentro de la realidad de lo “homosexual”. Carecen de servicios especializados para que puedan realizar sus transiciones de forma segura, así que quienes deciden transitar hormonalmente lo hacen sin consejo y han de obtener el tratamiento sustitutorio en el negro con el riesgo que ello supone, negándoseles la opción igualmente de cualquier cirugía en su proceso.

### Ordenamiento jurídico
Pese a no llevarse a cabo ninguna campaña de persecución explícita. han sido frecuentes las operaciones encubiertas que se intensificaron durante las décadas de gobierno del expresidente, Abdelaziz Bouteflika, amparados bajo el Código Penal argelino, que permite que se perpetúen las violencias contra las diversidades sexogénericas.Y es que el artículo 338 del código penal que tipifica el coito entre personas del mismo sexo como “actos homosexuales” con una pena máxima de 2 años de cárcel o una multa que varía desde 500 A los 2000 dinares, fue modificada por última vez durante el gobierno de Boumédiène en 1966, al igual que aquellos otros actos sexuales entre personas del mismo sexo más allá del coito y recogidas por el artículo 333 del código penal, que lo típica como “acto indecente contra natura” con una pena máxima de 3 años o una multa que varía de 1000 a los 10000 dinares 

"Aquellos que practiquen un acto homosexual serán castigados con una pena de prisión de entre dos meses y dos años, y una multa de entre 500 y 2 000 dinares argelinos. Si uno de los participantes es menor de 18 años, la persona mayor podrá enfrentarse a una pena de tres años de prisión y una multa de 10 000 dinares"
Artículo 338

"Cuando se produzca un delito contra la decencia pública consistente en un acto contra la naturaleza con un individuo del mismo sexo, la pena será de entre seis meses y tres años de cárcel, y de una multa de entre 1 000 y 10 000 dinares argelinos".
Artículo 333

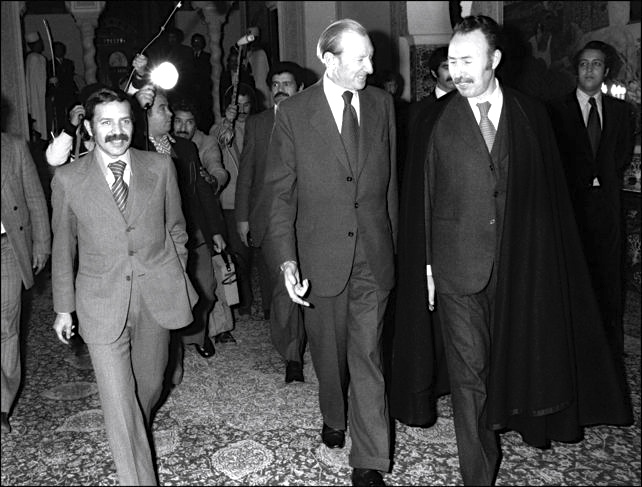
Durante las primeras décadas tras la independencia argelina políticos de la talla de Abdelaziz Bouteflika o Houari Boumédiène, se dedicaron a perpetuar el discurso antihomosexual erigido durante la época colonial.

Ejemplo de este tipo de violencias institucionalizadas son los arrestos arbitrarios, las violencias y la intimidación por expresar su orientación sexual, su expresión o identidad de género y la prohibición de las manifestaciones públicas y de asociacionismo del colectivo. Igualmente, no hay defensa alguna de los crímenes de odios dirigidos hacia esta comunidad.
Las diversas organizaciones denuncian las violaciones correctivas que las mujeres lesbianas y bisexuales y los hombres trans sufren, sobre todo por personas de sus contextos cercanos (vecinos, primos, …). Al igual que los matrimonios forzosos, donde las violaciones pueden ser reiteradas sin que el Código Penal pune dichos actos, al no comprenderse dichas violaciones dentro del matrimonio.
Ante la comunidad internacional estos actos se justifican a base de una supuesta “tradición argelina” y es que en palabras del primer ministro Ahmed Ouyahia, que en 2018 llegó a comentar lo siguiente cuando se le pregunto por los derechos de las personas homosexuales durante su visita a la canciller alemana Angela Merkel:

“La sociedad argelina tiene sus propias tradiciones, las cuales seguirán evolucionando en concordancia a sus valores”.
Ahmed Ouyahia

Entiendo por ende la sexualidad en una dicotomía reductora entre “hedonismo moderno occidental” y “ética conforme a las tradiciones y valores islámicos”. Hemos de terne en cuenta que todos estos actos se dan pese a que rompen con los siguientes artículos de la Constitución argelina:
- Igualdad para todos los ciudadanos (artículo 24)
- Respeto por los derechos humanos (artículo 36)
- Libertad de creencias y opinión (artículo 36)
- Derecho a la privacidad (artículo 39)

### Activismo LGTBIQ+

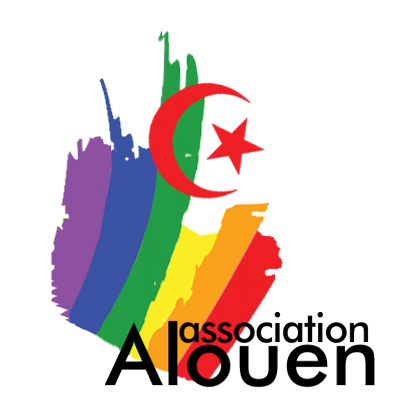
Logo de la asociación proderechos LGTBIQ+, Alouen.

Tradicionalmente la homosexualidad masculina ha sido referenciada con el término de se conoce como liwat, que tiene su etimología en el relato bíblico de Sodoma y Gomorra, haciendo referencia a Lot, mientras que el lesbianismo se conoce como musahaq y procede del verbo “frotar”. Sendos términos tienen una carga notoriamente negativa que desde el activismo LGTBIQ se ha intentado resolver, optando por neologismos más positivos como el de de mizliyinsi, que proviene de los términos mizl (semejante, equivalencia, …) y yinsi (sexual) y nombrando otras realidades que no existían en la lengua como puede ser muzdawiy al-yinsi (bisexual), ghairi (heterosexual) o mutahawil (trans).
Cabe destacar que dentro del activismo LGTBIQ+ argelino se puede señalar como un gran hito la creación en el 2011 de la primera asociación LGTBIQ+ del país, denominada Alouen (cuya traducción al castellano sería la de “Colores”). Esta opera de forma ilegal en el país debido a la prohibición de asociacionismo para tales colectivos, utilizando para ello los espacios online y la difusión que le dan las redes sociales. Alouen aparte de visibilizar la realidad del colectivo argelino a través de la celebración del TenTen, la Jornada Anual de Solidaridad de la Comunidad LGTBIQ argelina que celebran el 10 de octubre, llegando incluso a conseguir que sus recomendaciones sobre la modificaciones respecto a las leyes contrarias al colectivo lleguen a ser escuchadas por el propio Ministro de Asuntos Exteriores, Ramtane Lamamra. Igualmente cabe señalar la creación por su parte de El Shad’ (cuya traducción al castellano sería la de “Anormal”), la primera revista de temática LGTBIQ+ en Argelia y que estuvo operativa entre los años 2015 y el 2016.